# 枣林街道
枣林街道，是中华人民共和国河南省南阳市宛城区下辖的一个乡镇级行政单位。

## 行政区划
枣林街道下辖以下地区：
冉营社区、枣林社区、常庄社区、泰山社区、华山社区、幸福社区、长江社区、南棉社区、理工社区和万正社区。